# Белизско-германские отношения
Белизско-германские отношения — двусторонние дипломатические отношения между Белизом и Германией. Государства являются членами Организации Объединённых Наций. Министерство иностранных дел Германии характеризует отношения между двумя странами как «дружелюбные и беспроблемные». У Германии нет посольства в Белизе. Интересы Германии в Белизе представлены через посольство в Гватемале. Германия также имеет почётного консула в Белизе. Интересы Белиза в Германии представлены через посольство в Брюсселе.

## История

Колонии меннонитов на карте Белиза

Между Белизом и Германией существуют давние культурные контакты. Моравская церковь действовала в Белизе с середины XIX века. В 1901 году будущий писатель, артист кабаре и художник Иоахим Рингельнац некоторое время провёл в Британском Гондурасе. 21 сентября 1981 года Федеративная Республика Германия стала второй страной после Великобритании, признавшей Белиз независимым государством в соответствии с международным правом. Установление дипломатических отношений с ФРГ началось в марте 1982 года. Дипломатических отношений Белиза с ГДР никогда не существовало. С тех пор между Германией и Белизом развиваются дружественные, но малоинтенсивные отношения. На уровне Организации Объединённых Наций (ООН) Белиз часто поддерживал германские инициативы.
Торговые отношения развиты недостаточно и, судя по торговому балансу Германии, незначительны. В 2024 году экспорт германских товаров в Белиз составил 7 миллионов евро, а импорт товаров из Белиза осуществлен на 6,3 миллиона евро. Таким образом, Белиз занял 182-е место в списке торговых партнёров Германии. Германия оказывала Белизу помощь в развитии: особое внимание уделяется защите окружающей среды, такой как: защита побережья, морских ресурсов и тропических лесов.
В Белизе российско-немецкие меннониты начали селиться с конца 1950-х годов, приезжая из Канады и Мексики. В 1969 году они основали свой собственный «Центр меннонитов» в городе Белиз. Большинство меннонитов Белиза говорят на немецко-платском диалекте, нижненемецкий язык. В стране также проживает несколько сотен меннонитов старого обряда, говорящих на пенсильванском диалекте голландского языка. Эти группы живут отдельными общинами и, благодаря высокой рождаемости, являются одной из самых быстрорастущих этнических групп в многокультурном Белизе. К 2022 году численность меннонитской общины выросла с нескольких тысяч до почти 15 500 человек, что составляет почти 4 % населения. Меннониты принимают мало участия в политической жизни страны, но весьма успешны в сельском хозяйстве, ремеслах и мелкой промышленности.